# Gaud-Amable Hugon

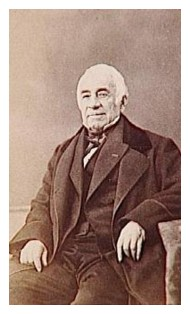
Gaud-Amable Hugon, Albumindruck von 1852.

Baron Gaud-Amable Hugon (* 31. Januar 1783 in  Granville, Frankreich; † 1. Dezember 1862 in Paris, Frankreich) war ein französischer Seeoffizier, Kolonial-Gouverneur und Politiker.

## Biografie
Hugon trat im Alter von zwölf Jahren als Schiffsjunge in die französische Marine ein. Nach Stationen als Leutnant 1810 und Fregattenkapitän 1819, wurde er 1823 zum Gouverneur auf der Insel Gorée an der Küste Senegals ernannt. Von September 1824 bis November 1825 war er amtierender Gouverneur von Senegal. 1825 wurde er zum Kapitän zur See (Capitaine de Vaisseau) befördert und meldete sich 1827 freiwillig zu der Expedition gegen die Osmanen im Mittelmeer. In der Schlacht von Navarino zeichnete er sich dadurch aus, dass er mit seinem Schiff, der L’Armide (44 Kanonen) eine feindliche Fregatte kaperte und versenkte. Während der Algier-Expedition im Jahr 1830 befehligte er eine Gruppe von Transportschiffen.
1831 zum Konteradmiral befördert, führte er ein Geschwader aus Toulon an, um im Ägäischen Meer Piraten zu bekämpfen. 1840 wurde er nach Konstantinopel entsandt, um dort den britischen und russischen Einflüssen entgegenzuwirken.
Als Vizeadmiral und Mitglied des Admiralitätsrates gab er das operative Kommando auf, um sich administrativen Aufgaben zu widmen und spielte eine wichtige Rolle bei der Einführung der Dampfmaschine in der Marine.
Aus dem aktiven Dienst ausgeschieden, trat Admiral Hugon am 26. Januar 1852 in den Senat ein und blieb dessen Mitglied bis zu seinem Tod im Jahr 1862. Er wurde auf dem Friedhof Père-Lachaise beigesetzt.
Der Prinz von Joinville, als dessen Erzieher Hugon unter anderem fungierte, schrieb in seinen Memoiren:

« Je n’ai jamais connu plus marin que lui. Il devinait le temps, le prédisait avant le baromètre et prenait d’avance toutes les mesures en conséquence. C’était l’instinct des choses de la mer en personne. »

„Ich habe nie einen besseren Seemann gekannt als ihn. Er erriet das Wetter, sagte es vor dem Barometer voraus und nahm alle Messungen im Voraus entsprechend vor. Es war der Instinkt eines Meeresbewohners persönlich.“

## Ehrungen
Hugon erhielt in seiner Dienstzeit die folgenden Orden:
- Großkreuz der Ehrenlegion
- Großkreuz des griechischen Erlöser-Ordens
- Ritter des Ordre royal et militaire de Saint-Louis
- Ritter des russischen Annenordens
- Companion des britischen Bathordens

Die Île Hugon in Neukaledonien ist nach ihm benannt.